# Hua Xiong
Hua Xiong (chinesisch 華雄 / 华雄, Pinyin Huà Xióng, W.-G. Hua Hsiung; † 190) war ein Kommandant unter dem tyrannischen Warlord Dong Zhuo während der späten Östlichen Han-Dynastie und zur Zeit der Drei Reiche im alten China.
Im Jahr 190 hatten Warlords aus ganz China eine Koalition gegen Dong Zhuo gebildet. Hua Xiong wurde von Sun Jian bei Yangren geschlagen und nach der Schlacht am Hulao-Pass hingerichtet.

## In derGeschichte der Drei Reiche
Historisch ist wenig über Hua Xiong bekannt, aber in dem Roman Die Geschichte der Drei Reiche wird seine Figur weiter ausgestaltet. Im Kapitel 5 besetzt er den Sishui-Pass gegen die Koalition.
Nachdem er die vier Generäle Bao Zhong, Zu Mao, Yu She und Pan Feng besiegt hat, halten ihn seine Gegner für unbesiegbar. Der Skepsis der Verbündeten zum Trotz, bietet sich dann aber Guan Yu, der zu dieser Zeit nur ein einfacher berittener Bogenschütze war, für ein Duell gegen Hua Xiong an. Cao Cao bietet ihm an, vorher einen heißen Wein zu trinken, aber Guan Yu lehnt ab und kündigt an, er werde schon bald zurückkehren. Als er dann nach kurzer Zeit mit dem Kopf von Hua Xiong zurückkehrte, ist der Wein immer noch warm.
| Personendaten    | Personendaten                                                                            |
| ---------------- | ---------------------------------------------------------------------------------------- |
| NAME             | Hua Xiong                                                                                |
| ALTERNATIVNAMEN  | 華雄 (traditionelles Chinesisch); 华雄 (vereinfachtes Chinesisch); Huà Xióng; Hua Hsiung |
| KURZBESCHREIBUNG | chinesischer Kommandant unter dem tyrannischen Warlord Dong Zhuo                         |
| GEBURTSDATUM     | 2. Jahrhundert                                                                           |
| STERBEDATUM      | 190                                                                                      |